# Scotophilus heathii
Scotophilus heathii là một loài động vật có vú trong họ Dơi muỗi, bộ Dơi. Loài này được Horsfield mô tả năm 1831.